# Кремлёва, Любовь Михайловна
Любо́вь Миха́йловна Кремлёва (род. 21 декабря 1961, Одинцово) — советская и российская легкоатлетка, специалистка по бегу на  средние и длинные дистанции. Выступала за сборные СССР, СНГ и России по лёгкой атлетике в 1990—2001 годах, бронзовая призёрка чемпионата мира в помещении, серебряная призёрка чемпионата Европы в помещении, победительница многих соревнований международного и национального значения, рекордсменка России в экидэне. Представляла Московскую область. Мастер спорта международного класса по лёгкой атлетике.

## Биография
Любовь Кремлёва родилась 21 декабря 1961 года в городе Одинцово Московской области.
Впервые заявила о себе в лёгкой атлетике в сезоне 1986 года, когда на чемпионате СССР в Киеве стала бронзовой призёркой в беге на 1500 метров, уступив только Татьяне Самоленко и Равиле Аглетдиновой.
На чемпионате СССР 1988 года вновь выиграла бронзовую медаль на дистанции 1500 метров — на сей раз её обошли Лаймуте Байкаускайте и Светлана Китова.
В 1989 году на чемпионате СССР в Горьком получила серебро и бронзу в дисциплинах 1500 и 3000 метров соответственно.
На зимнем чемпионате СССР 1990 года в Челябинске одержала победу в беге на 3000 метров, тогда как на летнем чемпионате СССР в Киеве в той же дисциплине финишировала второй. Попав в основной состав советской национальной сборной, выступила на чемпионате Европы в Сплите, где стала четвёртой.
В 1991 году на чемпионате СССР в помещении в Волгограде была лучшей на дистанции 3000 метров и третьей на дистанции 1500 метров. В дисциплине 3000 метров также стала бронзовой призёркой на чемпионате мира в помещении в Севилье и на Кубке Европы во Франкфурте.
В 1992 году в составе сборной СНГ выиграла серебряные медали на чемпионате Европы в помещении в Генуе и на Финале Гран-при ИААФ в Турине.
После распада Советского Союза представляла на международных соревнованиях сборную России. Так, в 1993 году на чемпионате России в Москве стала бронзовой призёркой в беге на 1500 метров, побывала на чемпионате мира в Штутгарте, финишировала второй в беге на 800 метров на Кубке Европы в Риме и первой в беге на одну милю на Финале Гран-при ИААФ в Лондоне.
В 1994 году в беге на 1500 метров победила на Кубке Европы в Бирмингеме, стала четвёртой на чемпионате Европы в Хельсинки и на Играх доброй воли в Санкт-Петербурге.
На чемпионате мира в помещении 1995 года в Барселоне показала третий результат в беге на 1500 метров, однако вскоре выяснилось, что сделанный ранее допинг-тест показал наличие в пробах анаболических стероидов. В итоге её отстранили от участия в соревнованиях на 3,5 года и лишили бронзовой медали чемпионата мира.
По окончании срока дисквалификации в сезоне 1998 года Кремлёва вернулась в большой спорт, в частности выиграла бронзовую медаль в беге на 5000 метров на Играх доброй воли в Юниондейле.
В 1999 году на зимнем чемпионате России в Москве в беге на 3000 метров стала второй позади Ольги Егоровой.
На зимнем чемпионате России 2000 года в Волгограде обошла всех своих соперниц на дистанции 3000 метров, в то время как на летнем чемпионате России в Туле стала бронзовой призёркой на дистанции 1500 метров. Принимала участие в чемпионате Европы в помещении в Генте, но сошла здесь с дистанции и не показала никакого результата.
В 2001 году на соревнованиях в Иокогаме вместе со своими соотечественницами установила рекорд России в экидэне — 2:12:50.
В 2002—2007 годах достаточно успешно выступала на различных шоссейных соревнованиях в США.
Впоследствии работала тренером по физподготовке в женском хоккейном клубе «Атлант» из Одинцово.